# John Pell
John Pell (Southwick, 1º marzo 1611 – Westminster, 12 dicembre 1685) è stato un matematico e linguista inglese.
Figlio di un ministro della chiesa anglicana, studiò alla Steyning Grammar School e a 13 anni entrò nel Trinity College di Cambridge. In questa università seguì anche corsi di lingue, diventando un esperto linguista. Ancor prima di ottenere la laurea (Master of Science, 1630) scambiava corrispondenza con Henry Briggs ed altri matematici dell'epoca.
Dietro raccomandazione di Sir William Boswell venne nominato nel 1643 professore ordinario all'università di Amsterdam. Nel 1646, su invito di Frederick Henry principe d'Orange, si trasferì all'università di Breda, dove rimase fino al 1652.
Dal 1654 al 1658 Pell agì come emissario politico di Oliver Cromwell per i cantoni protestanti della Svizzera. Ritornato in Inghilterra, fu nominato dal re Carlo II d'Inghilterra rettore a Fobbing nell'Essex. La sua dedizione alla matematica sembra gli abbia procurato problemi con gli ambienti ecclesiastici, molto influenti all'epoca, e con la sua vita privata. Fu segregato per un certo tempo con l'accusa di essere un debitore insolvente nella prigione reale King's Bench. Nel 1682 visse per un certo periodo nel College of Physicians di Londra. Dopo la sua morte nel 1685 molti suoi manoscritti vennero ritrovati da Richard Busby, direttore della Westminster School, e vennero poi ceduti alla Royal Society. Sono ancora conservati in circa 40 volumi e contengono, oltre alle sue memorie, buona parte della corrispondenza che teneva coi matematici suoi contemporanei. 
L'equazione diofantea era uno degli argomenti matematici preferiti di Pell. Tenne su di essa molte lezioni ad Amsterdam ed è ora conosciuta nella forma ax² + 1 = y², conosciuta come equazione di Pell. Questo problema era stato proposto da Pierre de Fermat dapprima a Bernard Frénicle de Bessy e poi nel 1657 a tutti gli altri matematici. Il merito principale di Pell fu quello di pubblicare le soluzioni date da John Wallis e Lord Brounker nell'opera Translation of Rizonius's Algebra di Breaker (1668). Diede alcuni contributi anche ad un libro scritto sull'argomento da Johann Heinrich Rahn.

## Opere
- Astronomical History of Observations of Heavenly Motions and Appearances (1634)
- Ecliptica prognostica (1634)
- Controversy with Longomontanus concerning the Quadrature of the Circle (1646?)
- An Idea of the Mathematics (1650)
- A Table of Ten Thousand Square Numbers (1672).